# Narku
Narku (en népalais : नर्कु) est un comité de développement villageois du Népal situé dans le district de Dolpa. Au recensement de 2011, il comptait 1 523 habitants.